# Méthénamine
La méthénamine, hexamine, urotropine, ou hexaméthylènetétramine, est un composé organique hétérocyclique possédant une structure cage de type adamantane. Il fut découvert en 1859 par le chimiste russe Alexandre Boutlerov.
Ce composé est utilisé dans des applications diverses et variées, par exemple comme antiseptique pour le traitement des infections urinaires, dans la fabrication de résines, ou comme réactif organique.

## Généralités

### Structure
La méthénamine (CH2)6N4 possède quatre atomes d'azote reliés entre eux par des groupements méthylène. Cette molécule présente donc une structure cage, symétrique, similaire à celle de l'adamantane. Malgré sa forme moléculaire, la méthénamine n'est pas capable d'encapsuler d'autres atomes ou molécules car l'espace vide à l'intérieur de celle-ci n'est pas suffisant à la création de liaisons.

### Synthèse
La méthénamine est obtenue par une réaction de condensation entre le formaldéhyde et l'ammoniac. Cette réaction peut être réalisée en phase gaz ou en solution.

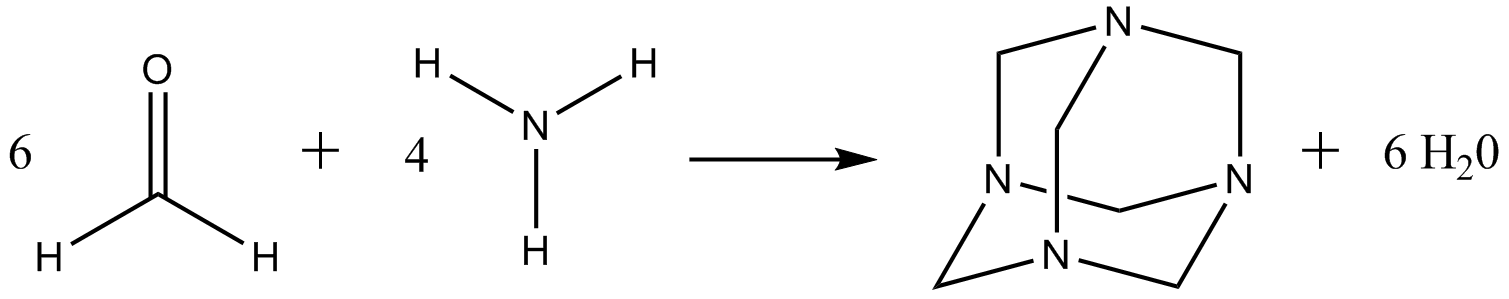
Schéma de la réaction de synthèse de l'HMTA.

### Propriétés
La méthénamine se présente sous la forme d'une poudre blanche ou de cristaux incolores hygroscopiques.
Elle est très soluble dans l'eau, soluble dans les solvants organiques polaires tels que le méthanol et l'éthanol, peu soluble dans l'éther éthylique et insoluble dans l'éther de pétrole.
À température élevée (200 à 300 °C), la méthénamine se décompose principalement en ammoniac et en formaldéhyde.
Les solutions aqueuses de méthénamine sont faiblement basiques (une solution à 0,2 M en HMTA a un pH de 8,4). En milieu acide, elle s'hydrolyse en libérant ammoniac et formaldéhyde.

## Applications

### Domaine médical
De par certaines de ses caractéristiques, la méthénamine est utilisée comme antiseptique dans le traitement des infections des voies urinaires basses. L'urine étant acide, la molécule, relativement peu toxique, se décompose en formaldéhyde et ammoniac. Le formaldéhyde possède des propriétés bactéricides et va donc combattre l'infection.
L'hippurate de méthénamine est actif in vitro à un pH de 5 à 6 contre Escherichia coli, Staphylococcus aureus, Aerobacter aeroaenes, Pseudomonas aeruginosa et Proteus vulgaris, et à un pH de 7,4 sur Klebsiella pneumoniae, Ps. aeruginosa, E. coli, Staph. aureus et Streptococcus haemolytic.
La méthénamine se présente sous la forme d'un comprimé classique (hippurate de méthénamine) ou gastro-résistant (mandélate de méthénamine).
De plus, elle est particulièrement adaptée à long terme car les bactéries ne développent pas de résistance au formaldéhyde.

### Colorant histologique
Les colorants argentiques de la méthénamine sont employés pour la coloration en histologie, incluant les méthodes suivantes :
- la coloration argentique de Grocott, largement employée pour la visualisation des organismes fongiques ;
- la coloration argentique de Jones, un acide periodique de Schiff, combiné à de l'argent et à de la méthénamine, permettant de voir l'aspect « piqueté » des membranes basales glomérulaires des glomérulonéphrites extramembraneuses, pour le diagnostic de cette maladie auto-immune.

### Résine
La méthénamine sert également dans la préparation des résines phénoliques. Elle peut être utilisée comme agent réticulant de par la formation de formaldéhyde qui va permettre d'assembler les phénols entre eux.
La méthénamine est aussi utilisée comme catalyseur et permet le contrôle de la porosité au sein de la résine.

### Combustible solide
L'hexaméthylènetétramine est aussi le principal composé de tablette combustible. Ces pastilles sont utilisées par les campeurs, des laboratoires de recherches pour standardiser les sources de feu (essais d'inflammabilité) ou les militaires pour le réchauffage des aliments dans certaines rations alimentaires de l'armée française.
Elles brûlent sans dégagement de fumée, ne se liquéfient pas en brûlant et ne produisent pas de cendres. La densité énergétique est importante (30,0 MJ/kg). Cependant, la chaleur produite par ces pastilles est difficile à contrôler et les vapeurs qui s'en échappent sont nocives.

### Additif alimentaire
L'hexaméthylènetétramine est aussi employée comme additif alimentaire en tant que conservateur, sous le code E239. Autorisée à l'usage dans ce but dans l'Union européenne, elle n'est cependant pas approuvée aux États-Unis, ainsi qu'en Russie, l'Australie ou la Nouvelle-Zélande.

### Chimie organique
L'hexaméthylènetétramine est un réactif en synthèse organique utilisé dans plusieurs réactions chimiques notamment la réaction de Duff (formylation aromatique), la réaction de Sommelet (transformation des halogénures benzyliques en aldéhydes) ou dans la réaction de Delépine (en) (synthèse d'amines à partir d'halogénures d'alkyles).

### Explosifs
L'hexaméthylènetétramine est le composant de base dans la production du RDX (hexogène) et en conséquence du C-4, ainsi que de l'octogène, le dinitrate d'hexamine (HDN), le triperoxyde d'hexaméthylène diamine (HMTD), etc.

### Autres applications
L'hexaméthylènetétramine est également utilisée comme inhibiteur de corrosion dans l'industrie des métaux, conservateur dans l'industrie des peintures, comme fongicide et a une utilité dans le domaine des cosmétiques, de l'industrie alimentaire, etc.